# تقاليد التسمية في إسبانيا

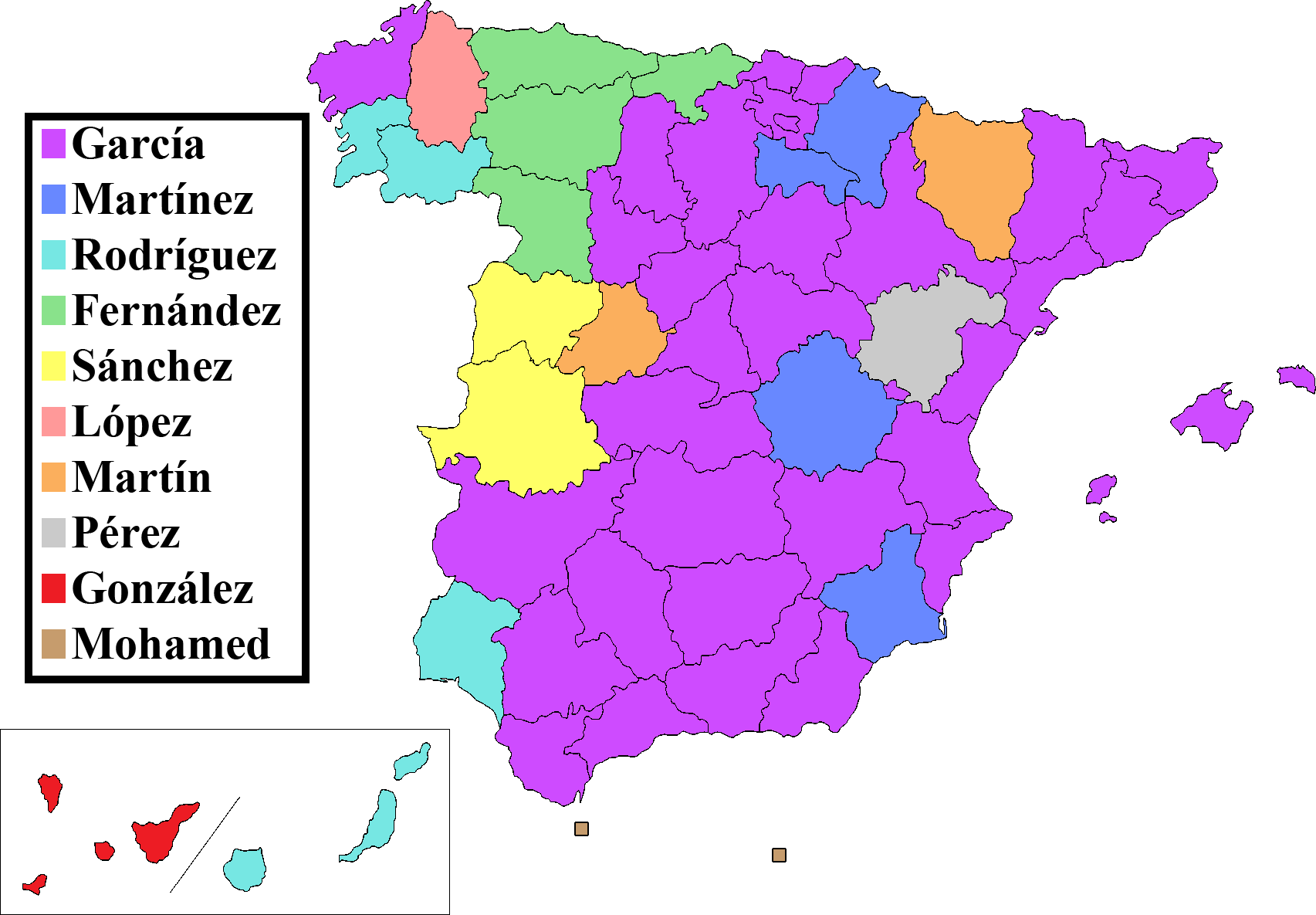

تفاليد التسمية في إسبانيا هي العادات التاريخية والاجتماعية المتَّبعة لتسمية الأطفال في إسبانيا. وفقًا لهذه العادات، يتركب اسم الشخص في إسبانيا من اسمه الشخصي أولًا (يمكن أن يكون بسيطًا أو مركبًا)، يليه إسما عائلتي أمه وأبيه معًا. غالبًا ما يكون اسم عائلة الأب أولًا ويليه اسم عائلة الأم، وذلك كان إجباريًا حتى صدر قانون عام 1999 ميلاديًا يسمح للوالدين بالاتفاق على ترتيب الأسماء حسب رغبتهما للمولود الأول. ويأخذ أشقاؤه اللاحقون اسم العائلة بنفس الترتيب.
مثالٌ للتوضيح: لاعب ريال مدريد الإسباني المعروف بـ إيسكو، اسمه الأول (فرانسيسكو رومان)، واسم والده (باكو ألاركون)، واسم والدته (خيني سواريز)، أخذ اسم عائلة والده أولًا (ألاركون)، تلاه اسم عائلة والدته (سواريز)، فأصبح اسمه الكامل (فرانسيسكو رومان ألاركون سواريز، بالإسبانية: Francisco Román Alarcón Suárez).
غالبًا يكتفي الشخص باستعمال اسمه الأول مع الجزء الأول من اسم العائلة فقط، ويستعمل الاسم الكامل -بكلا جزئي اسم العائلة- في المستندات والمعاملات الرسمية والقانونية، أو للتمييز حين يكون الجزء الأول من اسم العائلة شائعًا جدًا.